# 沈固
沈固（？—？），丹陽人，明朝官員。

## 生平
永樂年間，鄉試中舉，擔任大同巡撫。明英宗復辟后，因石亨舉薦，被起用為戶部尚書。曹石之變后，乞求致仕。